# 장원영
장원영(張員瑛, 2004년 8월 31일~)은 대한민국의 가수로, 걸 그룹 IVE의 멤버이다.

## 생애
장원영은 2004년 8월 31일 서울특별시 용산구 이촌동에서 태어났다. 형제자매로는 3살 위에 언니가 한 명 있다. 유아기 시절에는 영어 유치원에 다녔었고, 서울신용산초등학교 재학 시절에는 K-POP 아이돌이 아닌 아나운서, 변호사가 장래희망이었다. 언니 장다아의 중학교 졸업식에 참석했다가 길거리 캐스팅으로 스타쉽 엔터테인먼트에 영입되었고, 연습생이 된 후 용강중학교에 입학했다.
스타쉽 엔터테인먼트 연습생 기간에는 YDPP의 〈LOVE IT LIVE IT〉 뮤직비디오와 2018 펩시 YDPP 컬래버레이션 광고에 출연했다. 소속사의 권유로 일본어 학습을 처음 시작한 시기이기도 하다.
1년 2개월 간 연습생 생활을 거쳐 2018년 엠넷에서 주관한 서바이벌 오디션 프로그램 PRODUCE 48에 출연하여 최종 순위 12명 중 1등을 달성해 걸 그룹 아이즈원의 센터가 되었다.

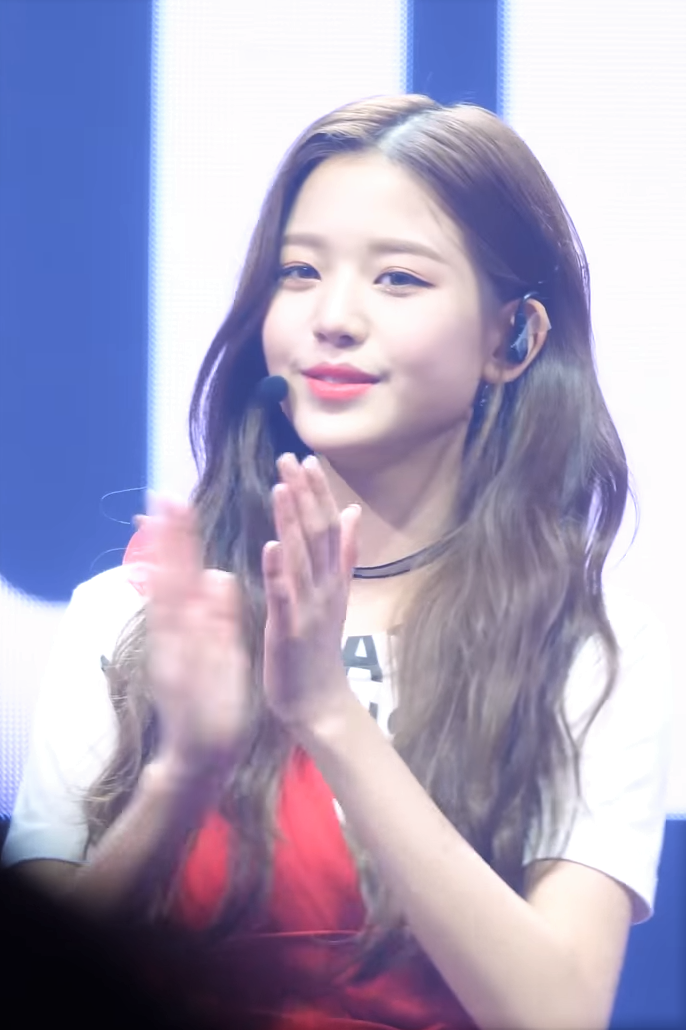
2018년 IZ*ONE 데뷔 쇼케이스에서 장원영

아이즈원 활동을 시작한 후 2019년 4월에 홈스쿨링 의사를 밝히고 용강중학교를 중퇴했으며, 검정고시에 응시해 국어, 영어, 수학을 만점으로 합격했다.
2019년 8월 30일까지 만 15세 미만이었던 장원영은 대중문화예술산업발전법 제22조에 따라 밤 10시부터 익일 아침 6시까지 야간 활동이 제한됐고, 이는 PRODUCE 48 파이널 생방송이 밤 8시에 시작한 근거가 되었다.
2020년에는 서울공연예술고등학교 실용음악과에 입학했다. 2023년 졸업했고, 방송 활동에 집중한다는 의사를 밝히고 수능에는 응시하지 않았다.
2021년 4월 29일을 기준으로 2년 6개월 프로젝트 걸그룹 아이즈원 활동을 종료했다.
2021년 상반기 해외 명품 브랜드 미우 미우의 공식 앰버서더를 시작으로 2021년 하반기 국내 패션 브랜드 키르시의 뮤즈 그리고 국내 화장품 브랜드 이니스프리의 글로벌 모델로 활동 중이다.
또한, KBS 음악 프로그램 뮤직뱅크의 MC를 맡았었다.
2021년 12월 1일 아이즈원의 구성원이었던 안유진과 함께 6인조 걸그룹 IVE(아이브)로 새롭게 데뷔했다.

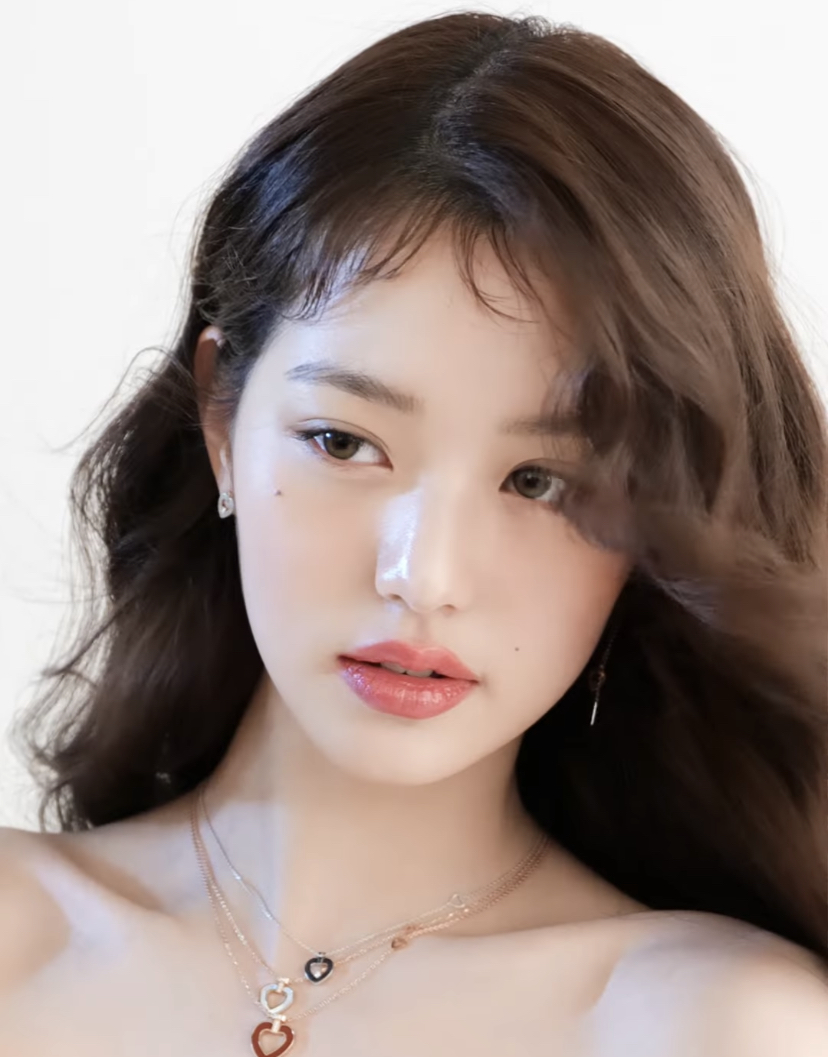
2022년 마리끌레르에서의 장원영

## 학력
- 서울신용산초등학교 (졸업)
- 용강중학교 (중퇴)
- 중학교 졸업학력 검정고시 (졸업)
- 서울공연예술고등학교 실용음악과 (졸업)

## 출연작

### 방송
| 방송 채널 | 제목                     | 기간                      | 비고                  |
| --------- | ------------------------ | ------------------------- | --------------------- |
| Mnet      | 프로듀스 48              | 2018. 6. 15.~2018. 8. 31. | 1위(데뷔조)           |
| KBS2      | 대국민 토크쇼 안녕하세요 | 2018. 10. 29.             | 게스트                |
| KBS2      | 개그콘서트               | 2018. 11. 18.             | 해봅시다 코너         |
| MBC       | 미스터리 음악쇼 복면가왕 | 2019. 3. 3.~2019. 3. 10.  | 연예인 판정단         |
| JTBC      | 한끼줍쇼                 | 2019. 4. 3.               | 게스트                |
| KBS2      | 해피투게더 4             | 2019. 4. 11.              | 스페셜 MC             |
| KBS1      | TV비평 시청자데스크      | 2019. 4. 12.              | 해투4 스페셜MC 인터뷰 |
| Mnet      | PRODUCE X 101            | 2019. 5. 10.              | VCR                   |
| tvN       | 놀라운 토요일            | 2020. 2. 26.              | 스페셜 회차           |
| JTBC      | 장르만 코미디            | 2020. 7. 18.              | [ 주 6 ]              |
| SBS       | 런닝맨                   | 2020. 7. 26.              | 게스트                |
| JTBC      | 히든싱어 6               | 2020. 8. 28.              | 백지영편 패널         |
| KBS2      | 퀴즈 위의 아이돌         | 2020. 10. 31.             | 후배 아이돌           |
| KBS2      | 가요대축제               | 2020. 12. 18.             | 막내즈                |
| MBC       | 가요대제전               | 2020. 12. 31.             | 유닛                  |
| KBS2      | 뮤직뱅크                 | 2021. 10. 8.~2023. 1. 13. | 고정 MC               |
|           | 아시아 아티스트 어워즈   | 2021. 12. 2.              | 메인 MC               |
| MBC       | 황금어장 라디오스타      | 2021. 12. 16.             | 게스트                |
| KBS2      | 신상출시 편스토랑        | 2022. 3. 4.               | 스페셜 MC             |
| KBS2      | 사장님 귀는 당나귀 귀    | 2022. 4. 10.              | 스페셜 MC             |
| KBS       | 가요대축제               | 2022. 12. 16.             | 스페셜 MC             |
| TVING     | KCON                     | 2023.8.18                 | 메인 MC               |
|           | 아시아 아티스트 어워즈   | 2023.12.14                | 메인 MC               |
| KBS       | 뮤직뱅크 글로벌페스티벌  | 2023.12.15                | 메인 MC               |

### 웹예능
| 방송사 | 제목          | 기간       | 비고   |
| ------ | ------------- | ---------- | ------ |
| 유튜브 | 소통의 神     | 2023.10.31 | 게스트 |
| 유튜브 | 덱스의 냉터뷰 | 2024. 1.16 | 게스트 |
| 유튜브 | 콩알탄        | 2024. 6.21 | 게스트 |

### 뮤직 비디오
| 연도 | 가수 | 노래                              | 공동 출연 | 비고 |
| ---- | ---- | --------------------------------- | --------- | ---- |
| 2018 | YDPP | LOVE IT LIVE IT                   | 박선      |      |
| 2021 | IVE  | ELEVEN                            | IVE       |      |
| 2022 | IVE  | LOVE DIVE                         | IVE       |      |
| 2022 | IVE  | After LIKE                        | IVE       |      |
| 2022 | IVE  | ELEVEN Japan.ver                  | IVE       |      |
| 2023 | IVE  | LOVE DIVE Japan.ver               | IVE       |      |
| 2023 | IVE  | Baddie,Off the record, Either way | IVE       |      |
| 2024 | IVE  | 해야                              | IVE       |      |

### 광고
| 연도 | 기업명        | 제품명             | 종류   | 공동 출연     |
| ---- | ------------- | ------------------ | ------ | ------------- |
| 2018 | 펩시코        | 펩시               | 음료   | YDPP, 박선    |
| 2020 | 프라다        | 미우 미우          | 패션   |               |
| 2020 | 펩시코        | 펩시               | 음료   | 아이즈원 유닛 |
| 2021 | 시세이도      | 로라 메르시에      | 뷰티   |               |
| 2021 | LVMH          | 쇼메 조세핀 콜렉션 | 주얼리 |               |
| 2021 | 아모레 퍼시픽 | 이니스프리         | 뷰티   |               |
| 2021 | 비바스튜디오  | 키르시             | 패션   |               |
| 2022 | SK텔레콤      | T우주              | 통신사 |               |

### 화보
| 연도 | 잡지명                    | 공동 모델 | 비고     |
| ---- | ------------------------- | --------- | -------- |
| 2018 | 뷰티쁠 2019년 1월호       |           | 단독화보 |
| 2020 | GQ 2020년 7월호           |           | 단독화보 |
| 2020 | Vogue 2020년 10월호       | 김민주    |          |
| 2020 | Elle 2021년 1월호         |           |          |
| 2021 | Elle 2021년 2월호         | 김민주    |          |
| 2021 | 뷰티쁠 2021년 4월호       |           | 단독화보 |
| 2021 | 보그 2021년 7월호         |           | 단독화보 |
| 2021 | 엘르 2021년 11월호        |           | 단독화보 |
| 2021 | 하퍼스 바자 2021년 12월호 |           | 단독화보 |

## 수상 목록
- 2021년 KBS 연예대상 베스트 커플상(with 성훈)
- 2023년 아시아 아티스트 어워즈 아시아 셀러브리티상
- 2024년 아시아 아티스트 어워즈 아시아 셀러브리티상
- 2024년 아시아 아티스트 어워즈 퀸 오브 AAA상

### 내용주
1. ↑  예나와 함께 출연하였다.
2. ↑  예나, 채연, 민주와 함께 출연하였다.
3. ↑  민주와 함께 출연하였다.
4. ↑  민주와 함께 출연하였다.
5. ↑  프로듀스 101 시리즈 투표 조작 사건으로 방영이 잠정 보류되었던 2019년 11월 9일 방영 예정분의 특별 편성이다.
6. ↑  은비, 예나, 채연, 민주, 나코, 유리, 유진과 함께 출연하였다.
7. ↑  은비, 채원, 민주, 유리와 함께 출연하였다.
8. ↑  사쿠라, 예나, 유진과 함께 출연하였다.
9. ↑  아린, 슈화, 유나와 함께 출연하였다.
10. ↑  이특과 함께 공동 MC

### 참조주
1. ↑  “'한끼줍쇼' 장원영 "아이돌 데뷔? 언니 졸업식서 길거리 캐스팅"”. 스포츠한국. 2019년 7월 12일에 확인함.
2. ↑  박소영 (2018년 8월 31일). “'프로듀스48' 장원영·사쿠라에 이채연까지..12人 반전의 최종순위[종합]”. OSEN. 2018년 9월 1일에 확인함.
3. ↑  아이즈원 측 "장원영, 내일(13일) 검정고시 응시" - 매일경제
4. ↑  장원영, 국영수 만점 받은 똑순이..“원래 꿈은 변호사”(아는 형님) - 매일경제
5. ↑  http://www.law.go.kr/법령/대중문화예술산업발전법/(20180914,15437,20180313)/제22조
6. ↑  ‘프듀48’ 제작진의 고민 “15세 미만 야간생방 금지…장원영 어쩌지?” - 스포츠경향
7. ↑  은비와 함께 출연하였으며, 3월 10일 1라운드 녹화 도중 22시가 넘어가 연소자 방송 활동 관련 법령에 의해 중도 퇴장하였고, 이후 혜원이 대신 투입되었다.